# Astragalus hysophilus
Astragalus hysophilus es una especie de planta del género Astragalus, de la familia de las leguminosas, orden Fabales.

## Distribución
Astragalus hysophilus se distribuye por el Tíbet.

## Taxonomía
Fue descrita científicamente por Podlech & L. R. Xu. Fue publicada en Feddes Repert. 117(3-4): 226 (2006).